# مانولو سانشيز
مانولو سانشيز (بالإنجليزية: Manolo Sanchez)‏ هو لاعب كرة قدم أمريكي في مركزي الهجوم والوسط، ولد في 10 نوفمبر 1991 في فيلادلفيا في الولايات المتحدة. لعب مع ريدينغ يونايتد إيسي ونادي سان أنطونيو ونيو يورك ريد بولز 2 ونيويورك ريد بولز.

## وصلات خارجية
- مانولو سانشيز على موقع الدوري الأمريكي (الإنجليزية)
- مانولو سانشيز على موقع قاعدة بيانات كرة القدم.إي يو (الإنجليزية)
- مانولو سانشيز على موقع ناشيونال فوتبول تيمز (الإنجليزية)
- مانولو سانشيز على موقع Soccerway.com (الإنجليزية)
- مانولو سانشيز على موقع AS.com (الإسبانية)